# 況桂馨
況桂馨，生卒年不詳，江西省南昌府新建縣人，清朝政治人物 ，同進士出身。

## 簡歷
光緒二年（1876年），參加丙子恩科會試，得貢士第158名。殿試登進士二甲第74名。同年五月（6月3日），改庶吉士。光緒三年四月（1877年6月9日），散館，授翰林院編修。